# Stadion Police
Stadion Police – wielofunkcyjny stadion w Trebinje, w Bośni i Hercegowinie. Może pomieścić 8550 widzów. Swoje spotkania rozgrywają na nim piłkarze klubu FK Leotar Trebinje.